# Pic d'Arlas
Le pic d'Arlas est un sommet des Pyrénées à cheval entre la Navarre (Espagne) et le département des Pyrénées-Atlantiques (France) dans la vallée de Barétous.

## Géographie

### Topographie
La station de sports d'hiver de La Pierre Saint-Martin est installée sur son flanc nord.